# 아몬 괴트
아몬 레오폴트 괴트(독일어: Amon Leopold Göth, 1908년 12월 11일 ~ 1946년 9월 13일)는 오스트리아 친위대 장교이자 전범이었다. 그는 제2차 세계 대전 동안 독일이 점령한 폴란드 프와슈프에 있는 크라쿠프-프와슈프 강제 수용소의 지휘관으로 복무했다.
전후 괴트는 크라쿠프에서 열린 폴란드 최고재판소에서 재판을 받았으며, 개인과 집단의 투옥, 고문, 박멸을 개인적으로 명령한 혐의로 유죄 판결을 받았다. 그는 또한 전쟁 범죄 재판에서 "개인적으로 상당한 수의 사람들을 죽이고, 불구로 만들고, 고문했다"는 첫 유죄 판결을 받은 살인죄로 유죄 판결을 받았다.
괴트는 프와슈프 수용소에서 멀지 않은 곳에서 교수형을 당했다. 1993년 영화 쉰들러 리스트에서 레이프 파인스가 연기한 괴트는 프와슈프 강제 수용소의 운영을 묘사했다.

### 참고 문헌
- Rzepliñski, Andrzej (2004년 3월 25일). “Prosecution of Nazi Crimes in Poland in 1939–2004” (PDF). 《First International Expert Meeting on War Crimes, Genocide, and Crimes against Humanity》. Lyon, France: International Criminal Police Organization – Interpol General Secretariat. 2013년 10월 29일에 원본 문서 (PDF)에서 보존된 문서. 2018년 4월 30일에 확인함.